# Groeningemuseum

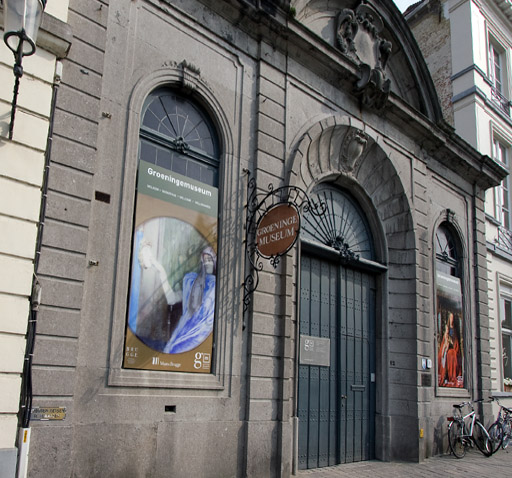
De ingang van het Groeningemuseum aan de Dijver

Het Groeningemuseum is het stedelijk museum voor Schone Kunsten in Brugge.
Het museum toont een uitgebreid overzicht van zes eeuwen Vlaamse en Belgische schilderkunst, gaande van Jan van Eyck tot Marcel Broodthaers. De verzameling Vlaamse Primitieven is internationaal bekend en lag aan de basis van de belangrijkste tentoonstellingen in de laatste decades. Maar daarnaast bezit het museum ook een belangrijke collectie van werken van de kleinere meesters die actief waren in Brugge in de vijftiende en de zestiende eeuw en werken die representatief zijn voor de ontwikkeling van de schilderkunst in de Lage Landen vanaf dan tot op heden.
Enkele hoogtepunten uit het museum zijn:
- De verzameling Vlaamse Primitieven met een breed gamma werken uit de late middeleeuwen en de renaissance.
- Een beperkte collectie schilderijen uit de barok.
- Een selectie schilderijen uit de achttiende en negentiende eeuw, gaande van het neoclassicisme tot het realisme.
- De mijlpalen van het Belgische symbolisme en modernisme.
- De meesterwerken van het Vlaamse expressionisme.
- De stukken uit de verzameling moderne naoorlogse Belgische kunst.

Het Groeningemuseum maakt sinds 2019 deel uit van de Musea Brugge en is gevestigd aan de Dijver in Brugge.

## Geschiedenis
Tijdens de bezetting van de Zuidelijke Nederlanden door de Fransen in 1794 werden de kerken, kloosters en openbare gebouwen leeggeroofd door de Fransen en alles wat niet te heet of te zwaar was werd naar Parijs afgevoerd. De revolutionaire ‘kunstcommissarissen’ hadden maar een paar maand nodig om meer dan 200 werken van de Vlaamse school aan te slaan.
De werken die niet naar Parijs waren afgevoerd werden opgeslagen in de voormalige Duinenabdij aan de Potterierei in Brugge en zo ontstond het Musée de l'Ecole Centrale du Département de la Lys (het Museum van de School van het Leiedepartement). Er werden in dit museum een vijfhonderdtal geconfisqueerde werken samengebracht en verscheidene topwerken van het Groeningemuseum komen uit deze collectie.
In 1816 werden een aantal werken die door de Fransen waren gestolen en overgebracht naar Parijs, aan Brugge terugbezorgd en ondergebracht in de Academie, onder meer de Madonna met kanunnik Joris van der Paele van Jan van Eyck, het Moreel-triptiek van Hans Memling en het Oordeel van Cambyses van Gerard David. De schilderijen in 1803 gerecupereerd van het Musée de l'Ecole Centrale, waaronder de Dood van Maria van Hugo van der Goes, de Doop van Christus van Gerard David en het Laatste oordeel van Jan Provoost waren ondertussen al ondergebracht in het Brugse stadhuis. De Academie kreeg in 1828 de toelating om de schilderijen van het stadhuis over te brengen naar hun eigen collectie en zo kwamen de werken die nu de kern vormen van de verzameling van Vlaamse Primitieven van het Groeningemuseum terecht in het museum van de Academie, eerst in de Poortersloge en daarna, vanaf 1866 in de Bogaerdenschool.
In 1892 droeg de Academie zijn collectie opnieuw over aan het stadsbestuur en dat was het begin van het Gemeentelijk Museum van Schilderkunst, het latere Museum van Schone Kunsten. De oorsprong van het Groeningemuseum gaat dus terug op het museum van de Academie in het begin van de achttiende eeuw en het is daarmee een van de oudste musea in België. Omdat de Bogaerdenschool niet echt geschikt was als tentoonstellingsruimte werd besloten een nieuw museum te bouwen naar een ontwerp van Joseph Viérin. Maar het zou nog tot 1930 duren voor het Groeningemuseum, op zijn huidige locatie werd ingehuldigd. In het nieuwe museum kon men de verspreid geraakte collecties terug samen brengen zodat de evolutie van de kunst van de vijftiende eeuw tot vandaag terug in één museum kan getoond worden.

## Collectie

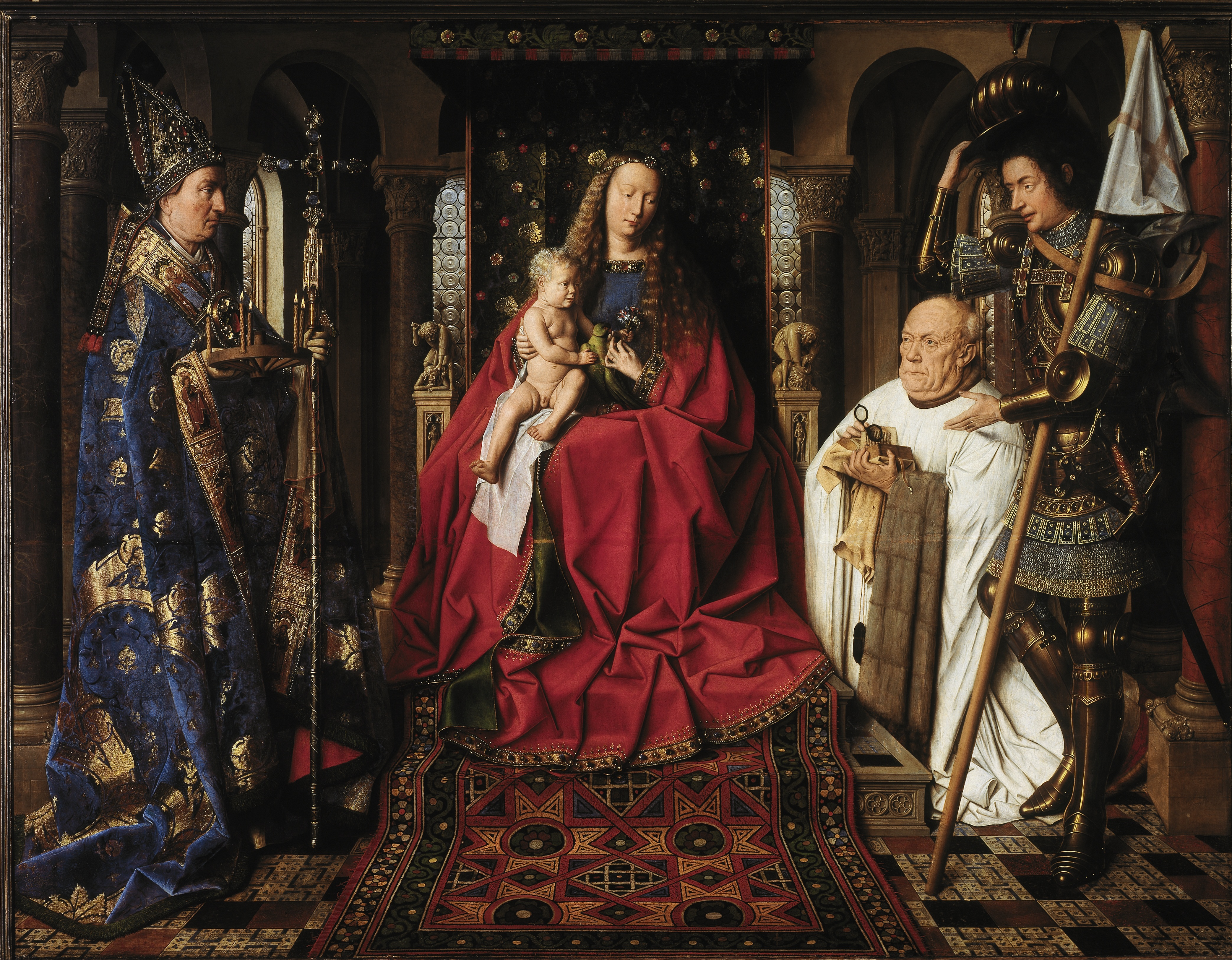
Madonna met kanunnik Joris Van der Paele van Jan Van Eyck

Voor het overzicht van de collecties werd gebruikgemaakt van de informatie in de online van de catalogus van de vlaamsekunstcollectie.

### Opbouw
In de beschrijving van de geschiedenis van het museum werd beschreven hoe de werken van de vijftiende tot de zeventiende eeuw in het museum terechtkwamen. De jongere werken (achttiende en negentiende eeuw) waren voornamelijk afkomstig van de collectie van de Academie voor teken- en schilderkunst. Die werd opgericht in 1717 en volgens de statuten moest elke Brugse kunstenaar een kunstwerk aan de Academie schenken. De verzameling kreeg onderdak in het academiegebouw dat in 1755 afbrandde, waarbij de collectie verloren ging. Maar de regel bleef uiteraard van kracht en zo werd de basis gelegd van de verzameling van achttiende-eeuwse Brugse kunst. Er zijn ook veel werken die door oud-leerlingen geschonken werden en zo groeide een belangrijke collectie van neoclassicisten.
Ook belangrijke legaten deden de collectie groeien. Zo werd de basis van het prentenkabinet van de Brugse musea gelegd door een legaat van John Steinmetz. De collectie bestond uit 14.000 werken op papier afkomstig van meer dan duizend verschillende kunstenaars.
In de nadagen van de tentoonstelling Les Primitifs Flamands, die plaatsvond van 15 juni tot 15 september 1902, werd in 1903 de vereniging Société des amis des musées de Bruges (Vrienden van de Brugse Musea) opgericht. Deze vereniging, onder het voorzitterschap van Baron Kervyn van Lettenhove, presteerde het om op elf jaar tijd de collectie met 45 werken uit te breiden. Hun werking leidde bovendien tot een aantal belangrijke legaten zoals de schenking van de Brits-Brugse kunstenaar Frank Brangwyn, die volgens zijn wens werd ondergebracht in het Arentshuis.

### Vijftiende eeuw

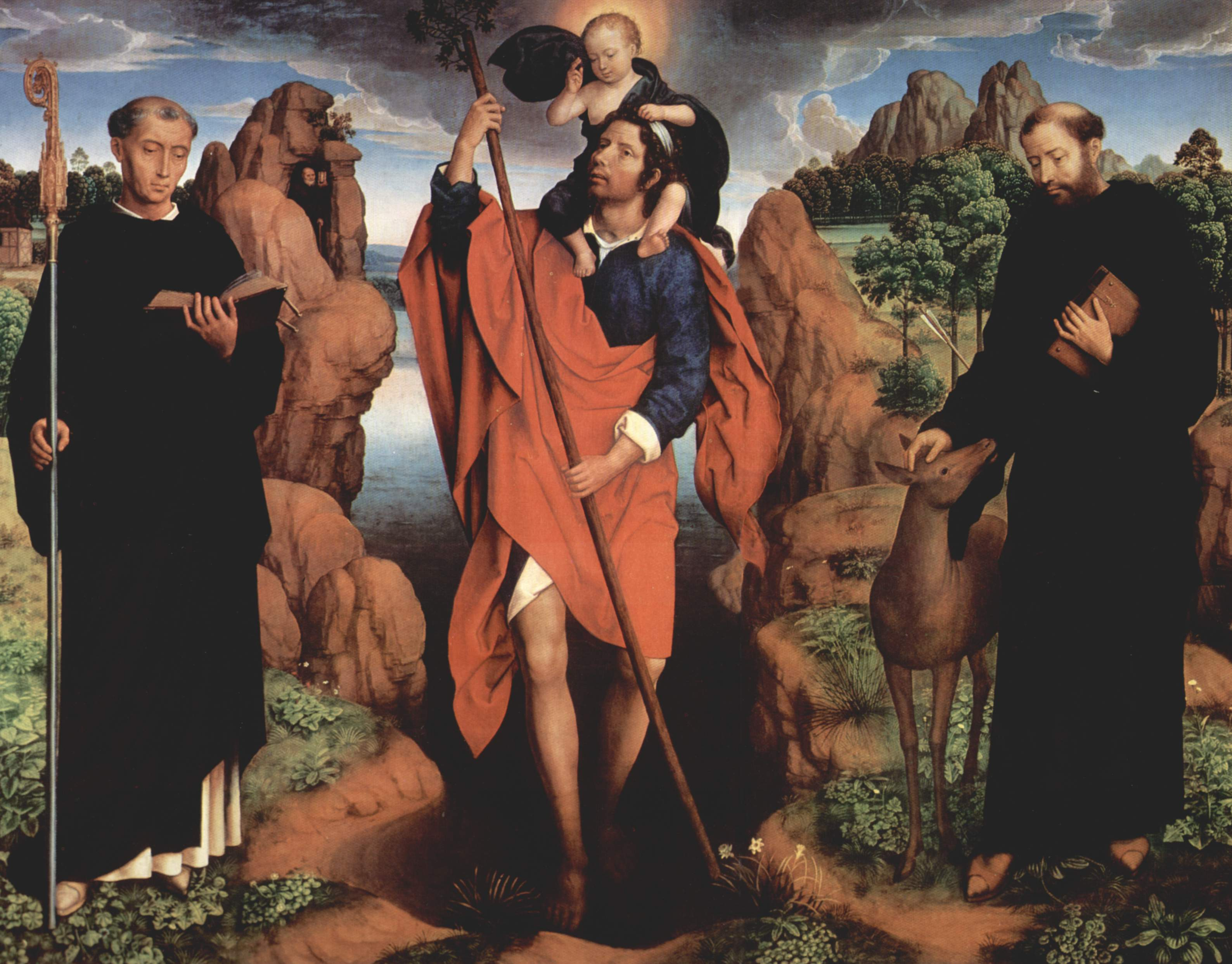
Centraal Paneel van het Moreeltriptiek van Hans Memling

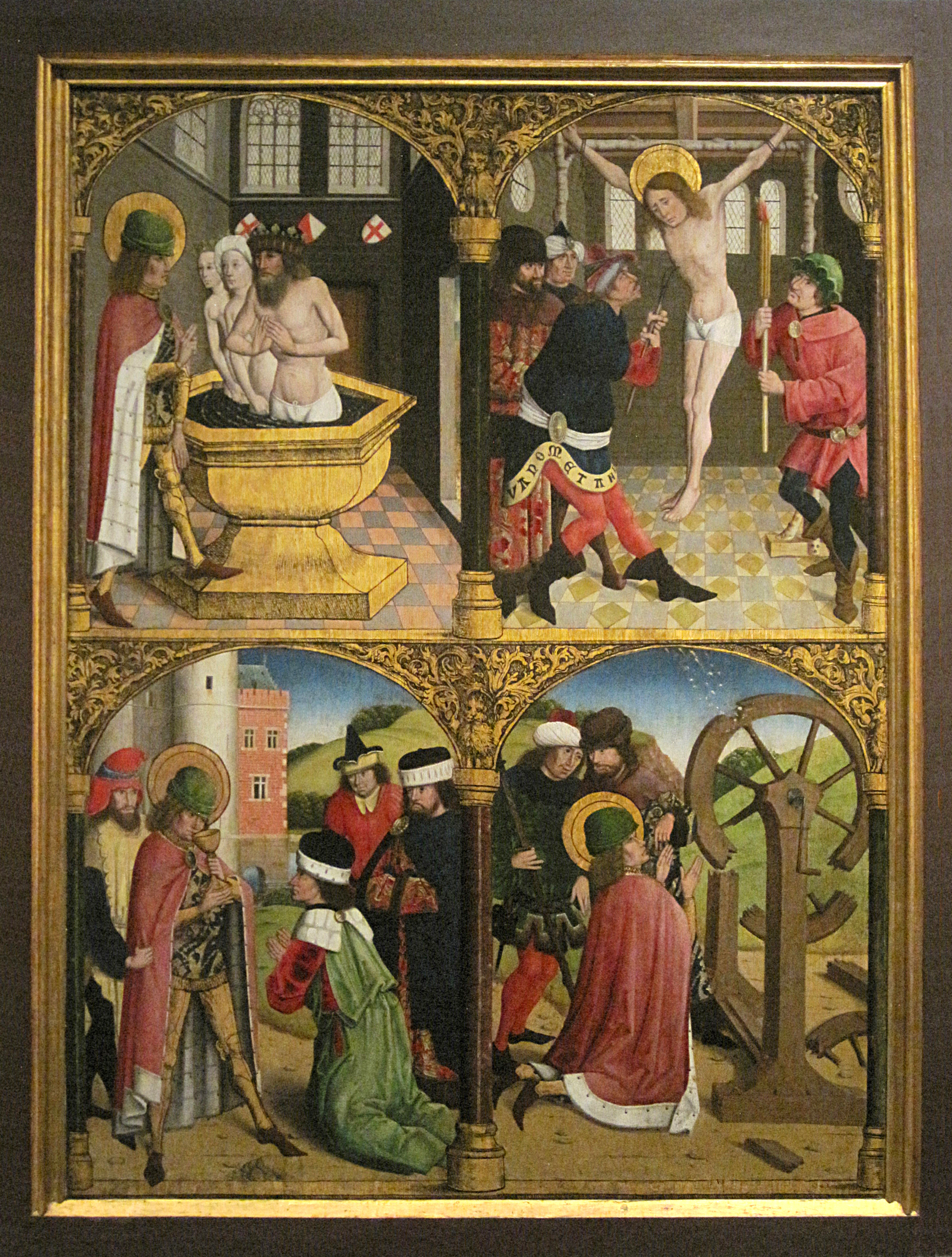
Scènes uit de legende van Sint-Joris ca. 1500-1519.

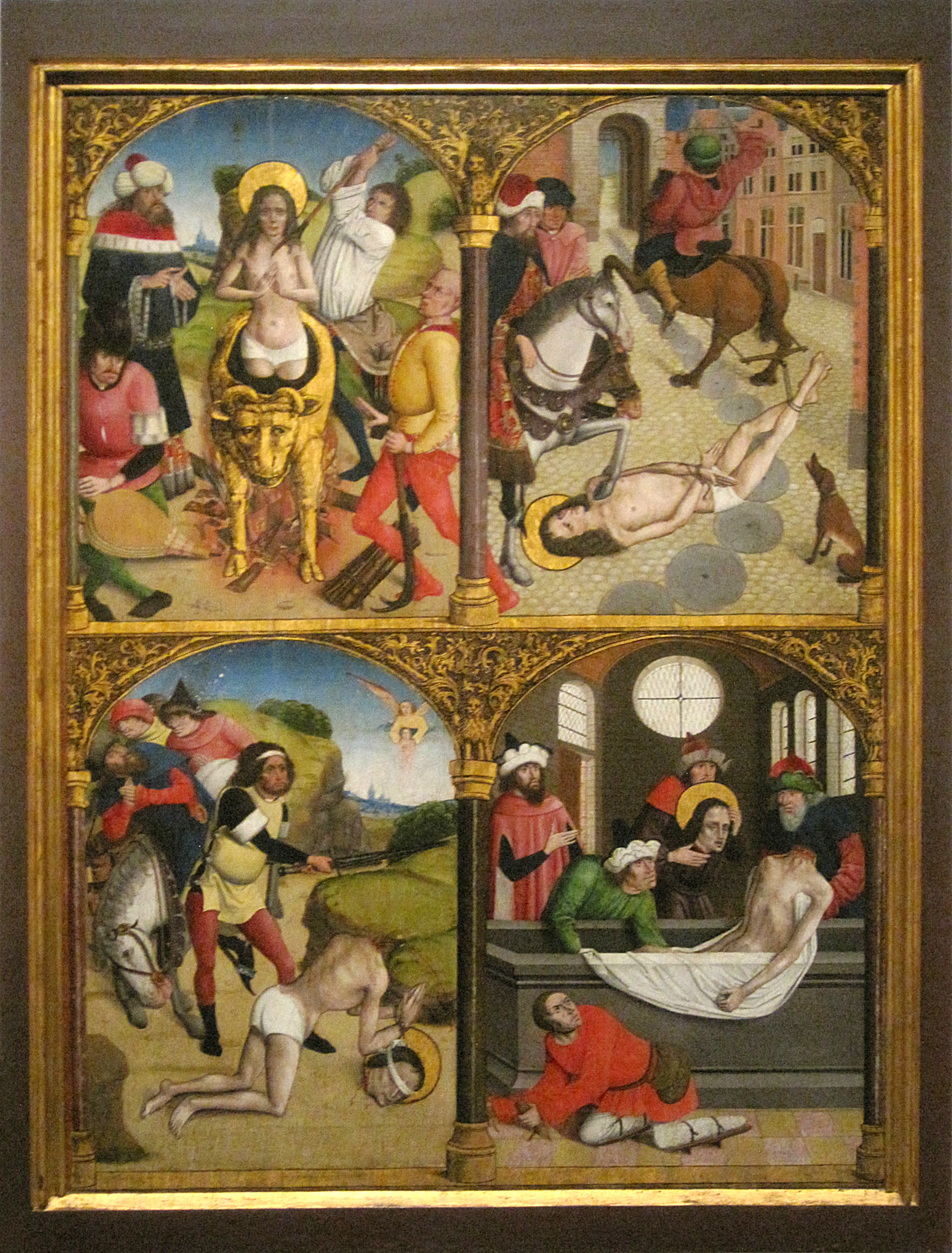
Scènes uit de legende van Sint-Joris ca. 1500-1519.

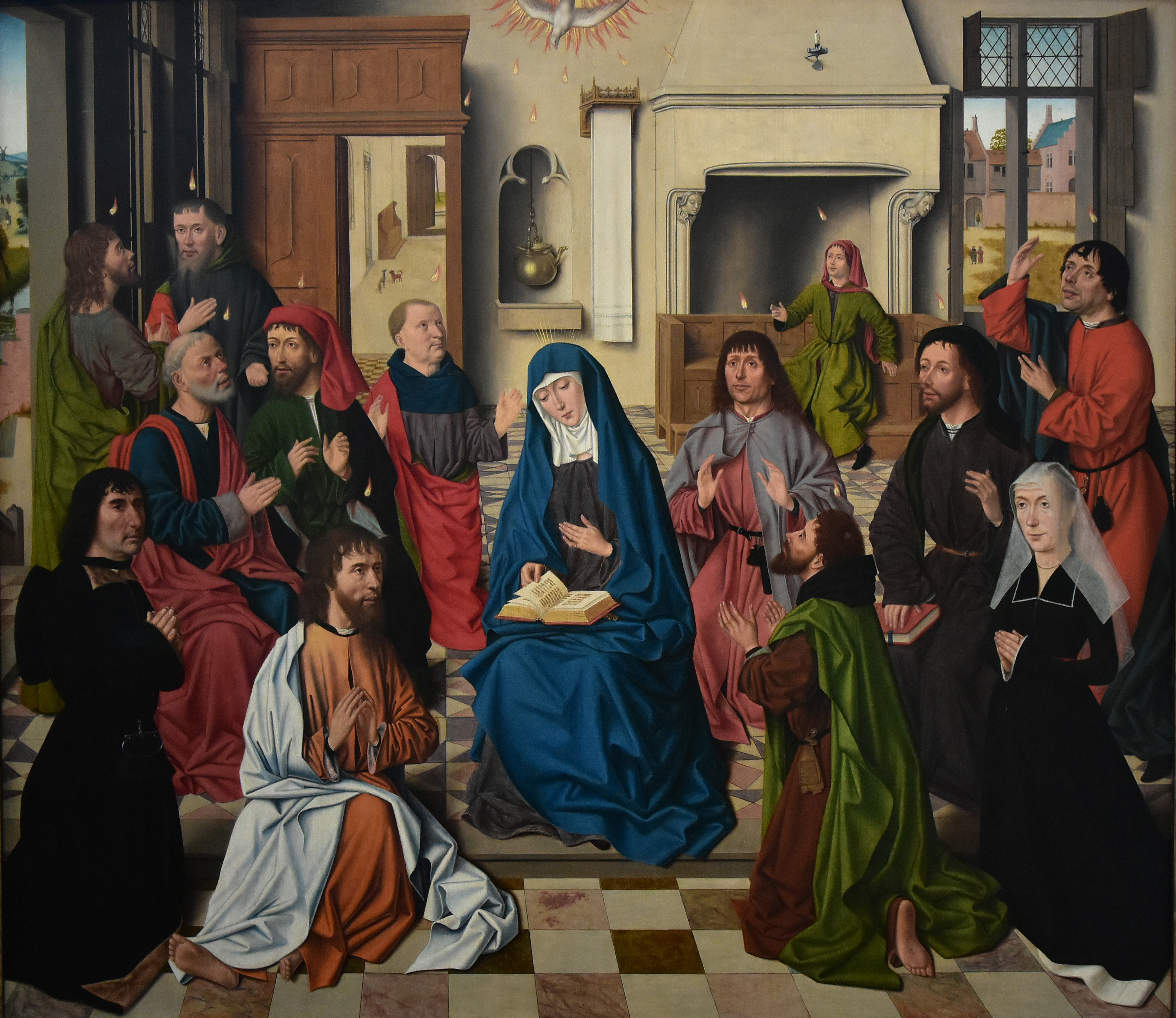
Pinksteren Meester van de Baroncelliportretten

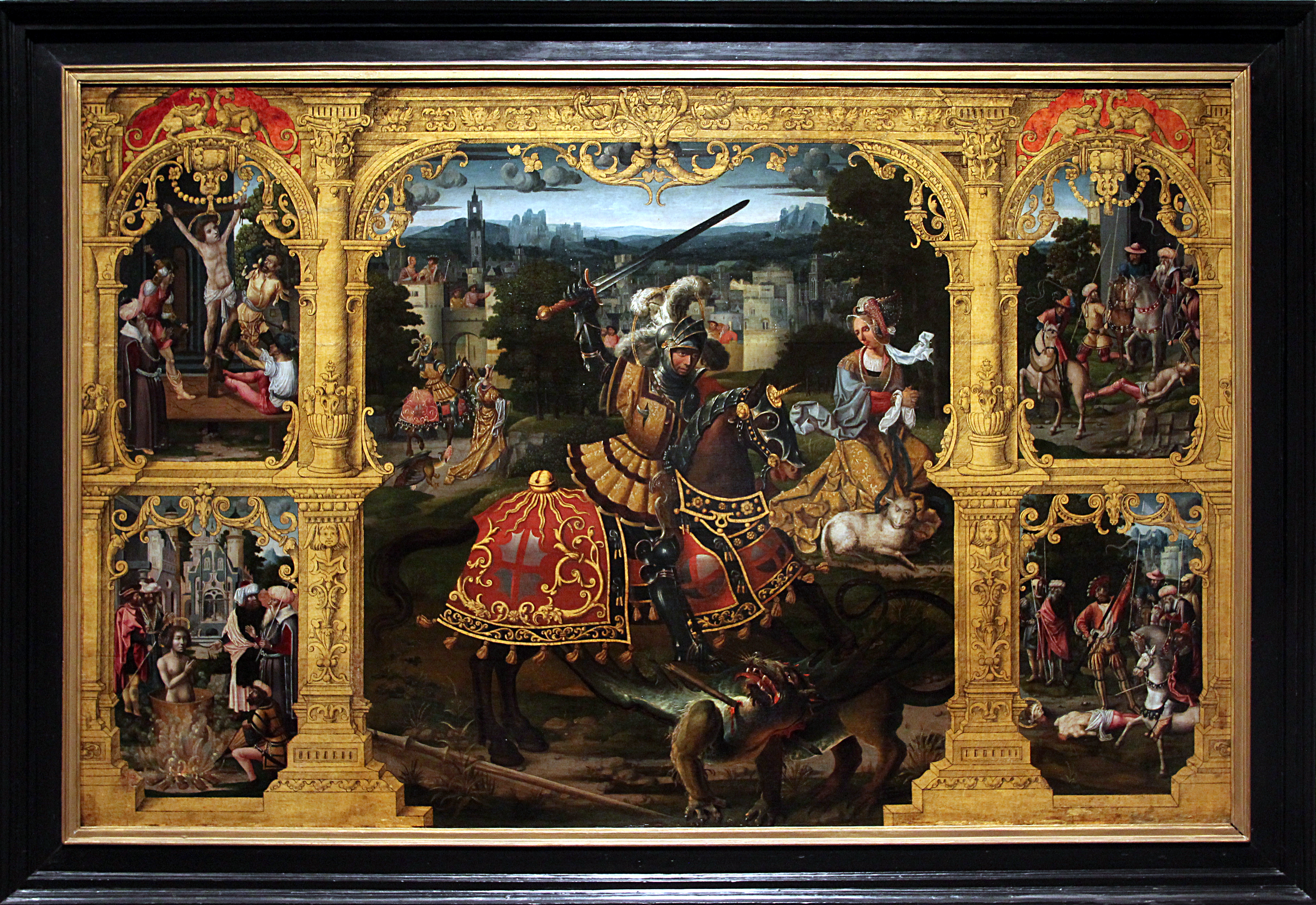
"De legende van Sint-Joris" naar Lancelot Blondeel, ca. 1535-1540.

Er worden 25 schilderijen uit de vijftiende eeuw bewaard in de collecties van het Groeningemuseum, tekeningen uit die periode zijn er niet. 
Hierbij de volledige lijst van de werken uit de vijftiende eeuw.
- Aanbidding van het Jezuskind, 1452, Petrus Christus
- Annunciatie, 1452, Petrus Christus
- Annunciatie, 1467, Hans Memling
- Annunciatie en aanbidding van het Jezuskind, 1452, Petrus Christus, het oudste schilderij in de Nederlanden met een juist eenpuntsperspectief. Men twijfelt tegenwoordig of men in het geval van deze werken moet spreken over vervalsingen of foutief gerestaureerde werken.[5]
- Bewening, c. 1481-1500, Meester van de Legende van de heilige Lucia
- Dood van Onze-Lieve-Vrouw, 1475, Hugo van der Goes
- Isabella van Portugal met de heilige Elisabeth, ca. 1457-1460, Petrus Christus
- Johannes de Doper met stichter Ivan de la Pena, ca.1454-1500, Alvaro Sanchez
- Kruisafneming en de heilige Andreas , ca.1491-1519, anonieme meester
- Kruisiging, ca.1440, toegeschreven aan de Meester van de Madonna van Wolfhard Strauss
- Het Laatste Oordeel, ca. 1450-1516, toegeschreven aan Jheronimus Bosch
- Legende van de heilige Ursula - polyptiek, 1482, Meester van de Legende van de heilige Lucia
- Lucas tekent het portret van Onze-Lieve-Vrouw, eind 15e of begin 16e eeuw, anonieme meester, kopie naar Rogier van der Weyden
- Madonna, eind 15e of begin 16e eeuw, anonieme meester, kopie naar Hans Memling
- Madonna, ca. 1481-1500, anonieme meester, kopie naar Robert Campin
- Madonna gekroond door engelen, ca. 1476-1482, Meester van het Geboduurde Loofwerk
- Madonna met kanunnik Joris van der Paele, 1436, Jan van Eyck
- Mater Dolorosa en Man van Smarten, ca. 1476-1500, anonieme meester, kopie naar Simon Marmion
- Moreeltriptiek, 1484, Hans Memling, voor het echtpaar Willem Moreel en Barbara van Vlaerenberch gerealiseerd
- Het Oordeel van Cambyses, 1498, Gerard David, dat als doel had machthebbers te weerhouden van corruptie en machtsmisbruik
- Portret van Filips de Goede, ca. 1451-1500, anonieme meester, kopie naar Rogier van der Weyden
- Portret van Lodewijk van Gruuthuse, ca. 1472-1482, Meester van de Vorstenportretten
- Portret van Margareta van Eyck, 1439, Jan van Eyck, portret van de 33-jarige vrouw van de kunstenaar
- Retabel van de Heilige Nicolaas, 1479-1505, Meester van de Legende van de heilige Lucia

### Zestiende eeuw

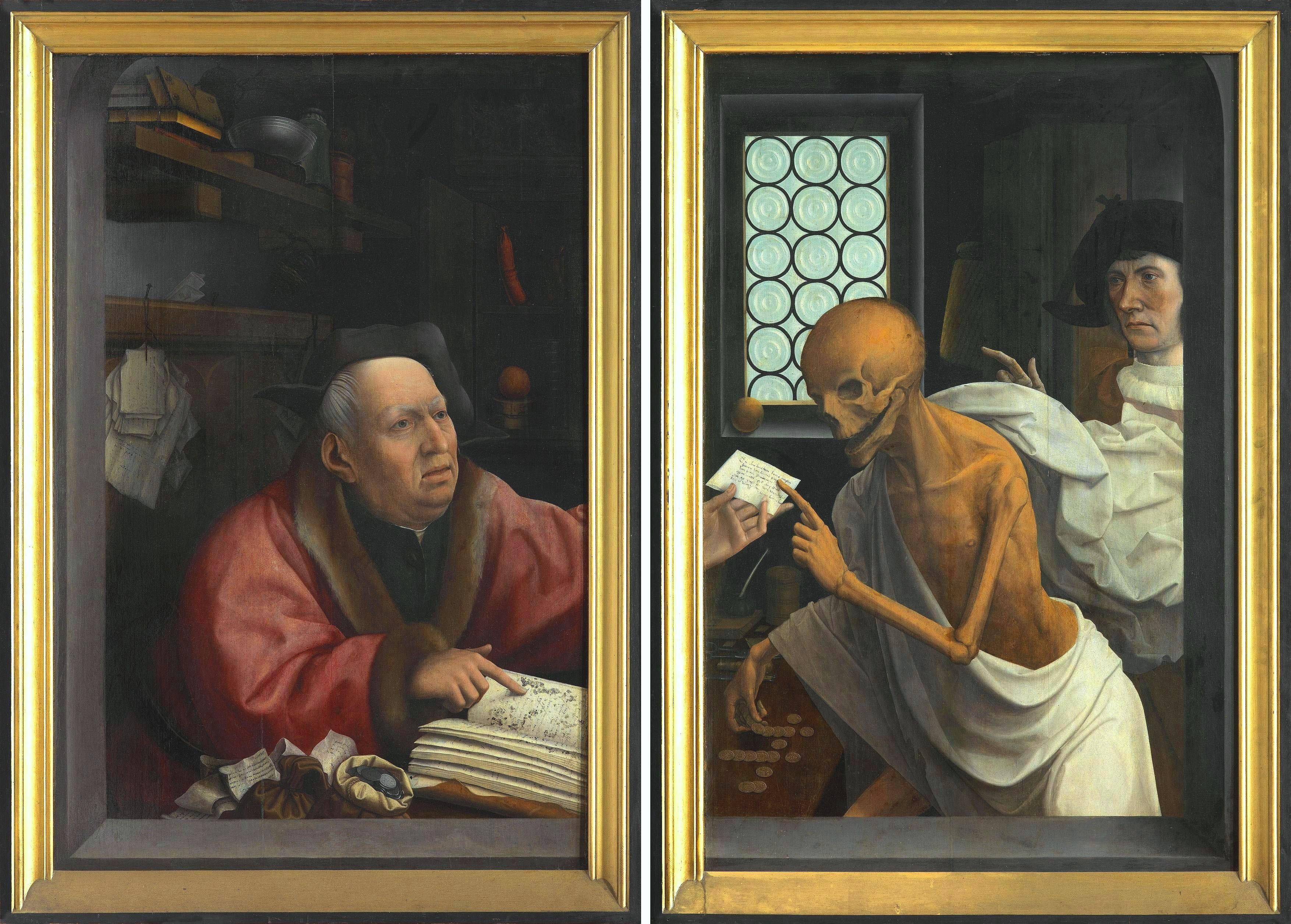
De gierigaard en de Dood ca. 1515-1521, Jan Provoost

Uit de zestiende eeuw kan men in de collectie van het Groeningemuseum 106 schilderijen terugvinden, 26 tekeningen en 155 gedrukte prenten. De werken zijn van de hand van onder meer: Abel Grimmer, Adriaen Thomasz Key, Adriaen Isenbrant, Albrecht Dürer, Ambrosius Benson, Antonius Claeissens, Chrispijn van den Broeck, Cornelis van Cleve, Crispijn van de Passe de Oude, Federico Zuccari, Filippo Bellini, Frans Francken (II), Frey Carlos, Hans Bol, Hendrick Goltzius, Hendrick van Balen, Gerard David, Jacob Bos, Jacob de Backer, Jacques van den Coornhuuse, Jan de Hervy, Jan Provoost, Jan Sanders van Hemessen, Jan Wierix, Lambert van Noort, Lanceloot Blondeel, Lucas van Leyden, Marcus (I) Gheeraerts, Maerten de Vos, Maarten van Heemskerck, Meester van de Brugse Aanbidding, Meester van het Heilig Bloed, Meester van 1518, Nicolò dell’ Abbate, Pieter (I) Claeissens, Pieter (II) Claeissens, Pieter (II) Stevens, Pieter Pourbus, Roelant Savery, Simon Bening en Theodoor Galle.
Kunstenaars naar wiens werk kopieën, tekeningen of prenten werden gemaakt, maar waarvan er geen origineel werk in de collectie zit, zijn niet in de lijst opgenomen. Zowel Pieter Bruegel de Oude als zijn zoon Jan Brueghel de Oude zijn bijgevolg niet in deze lijst opgenomen.
Een beknopte lijst van werken, schilderijen indien niet anders aangegeven, vindt men hierbij:
- Allegorie van de vrede in de Nederlanden in 1577, 1577, Pieter (II) Claeissens
- Andromeda, 1549-1593, Hendrick Goltzius, prentmaker en uitgever, gravure op papier
- Doopsel van Christus, ca. 1502-1508, Gerard David
- De Dood en de landsknecht, 1510, Albrecht Dürer, houtsnede op papier
- De gierigaard en de Dood, ca. 1515-1521, Jan Provoost
- Feestmaal, 1574, Antonius Claeissens
- Heilige Antonius, abt Antonius Wydoot en de Lactatio Bernardi, 1557-1566, Pieter (I) Claeissens
- Heilige Familie met Johannes de Doper, 1527, Ambrosius Benson
- Heilige Familie met Elisabeth en Johannes, ca. 1520-1594, Cornelis van Cleve
- Heilige Lucas schildert de Madonna, 1545, Lanceloot Blondeel, naar Rogier van der Weyden
- Kruisiging, ca. 1501-1505, Jan Provoost
- Johannes predikt tot de menigte en het doopsel van Christus, 1510, toegeschreven aan Simon Bening, tempera op perkament, bevestigd op paneel
- Jozef ontvlucht de vrouw van Potifar, 1512, Lucas van Leyden, gravure op papier
- Laatste Avondmaal, 1548, Pieter Pourbus
- Laatste Oordeel, 1551, Pieter Pourbus
- Laatste Oordeel, 1525, Jan Provoost
- Landelijke maaltijd, 1549-1593, Hans Bol, prentmaker, gravure op papier
- Legende van de Heilige Rochus, 16e-eeuwse anonieme meester, navolger van Bernard van Orley
- Madonna met de heiligen Catharina en Barbara, c. 1509-1529, Meester van het Heilig Bloed
- Madonna met Johannes de Doper en de heilige Hiëronymus, 1485-1551, Adriaen Isenbrant
- Madonna, 16e eeuw, Jan van Hemessen
- Plan van Brugge, 1563, Marcus (I) Gheeraerts, olieverf op papier, geplakt op doek
- Tuin van Eden, ca. 1570-1591, toegeschreven aan Jacob de Backer

### Zeventiende eeuw

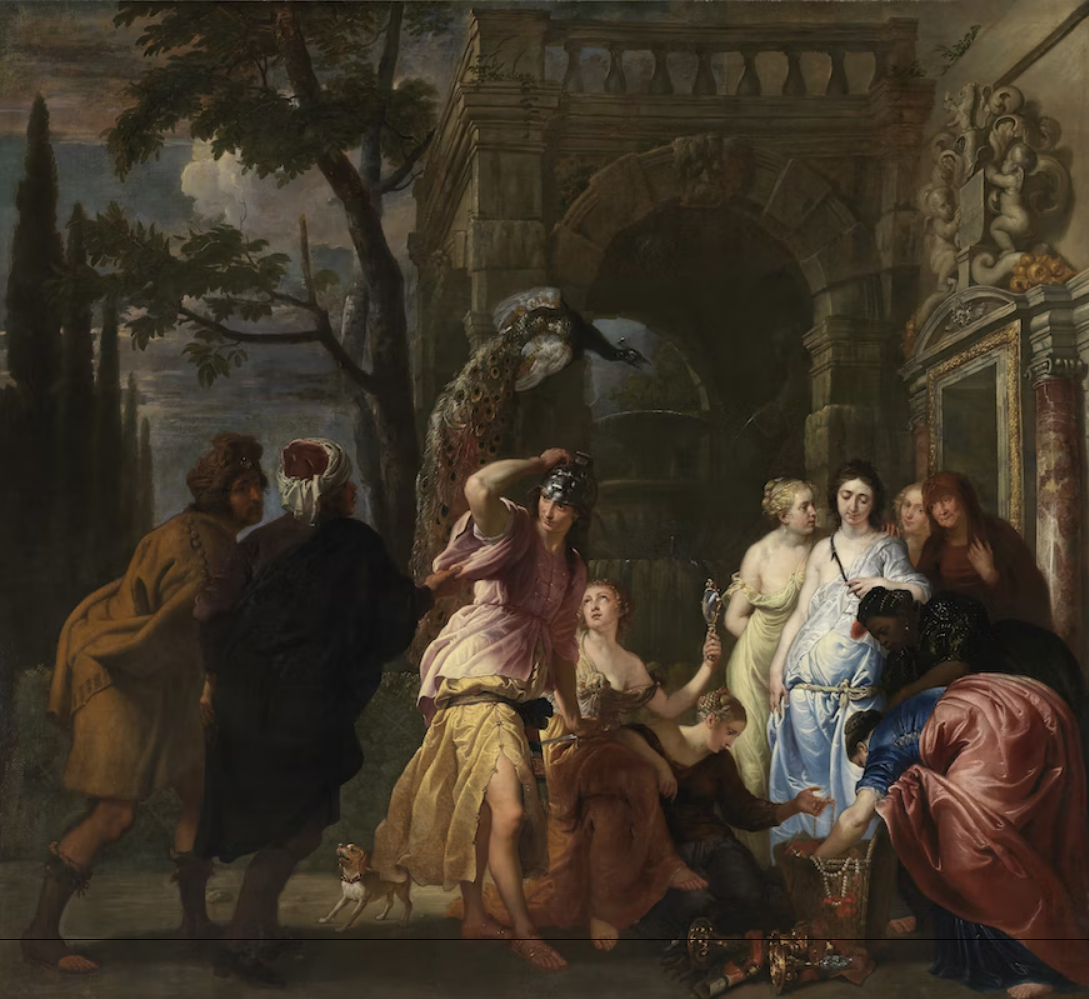
Achilles tussen de dochters van Lycomedes (1643), Erasmus Quellinus II

Van de zeventiende eeuw staan er 384 prenten in de catalogus, 180 tekeningen en 209 schilderijen. Hieronder staat een selectie van de kunstenaars uit de zeventiende eeuw waarvan er werken in de collectie aanwezig zijn: Abraham van den Hecken, Adriaen Pietersz. van de Venne, Aelbert Cuyp, Aert van der Neer, Alexander Adriaenssen, Artus Wolfordt, Dirck Hals, Erasmus Quellinus II, Gaspar de Crayer, Hendrik van Minderhout, Jacob Foppens van Es, Jacob I van Oost, Jacques d'Arthois, Jan Asselijn, Jan Baptist Herregouts, Jan van den Hoecke, Joost Cornelisz. Droochsloot, Louis de Deyster, Lucas Achtschellinck, Nicolaes Maes, Peeter van Bredael, Peter Lely, Rachel Ruysch en Salomon van Ruysdael.
- Achilles tussen de dochters van Lycomedes, 1643, Erasmus Quellinus II
- Bloemstuk, ca. 1664-1730, Gaspar Peter Verbruggen
- Boslandschap, ca. 1665-1670, Jacques d'Arthois
- Boslandschap met wad, ca. 1626-1699, Lucas Achtschellinck
- De heks van Endor roept Samuëls geest op voor Saul, 1619, Gaspar de Crayer
- Dorpsplein, ca.1585-1666, Joost Cornelisz. Droochsloot
- Gezicht op Zwolle en het Zwartwater, 1663, Salomon van Ruysdael
- Groepsportret van vier kinderen, 1657, Nicolaes Maes
- Handelskom te Brugge, 1653, Hendrik van Minderhout
- Het schildersatelier, 1666, Jacob van Oost de Jonge
- Italianiserend landschap met markttafereel, 1680, Peeter van Bredael
- Jakobs verzoening met Esau, 1635-1640, Jan van den Hoecke
- Landschap bij maneschijn, ca. 1640-1659, Aert van der Neer
- Musicerend en drinkend gezelschap in een herberg, 1627, Dirck Hals
- Pluimvee, 1620-1691, toegeschreven aan Albert Cuyp
- Portret van een Brugse familie, 1645, Jacob van Oost de Oude
- Rivierlandschap, 1644, Jan Jozefsz. van Goyen
- Stilleven met gevogelte, ca. 1640-1689, Frans van Cuyck de Myerhop
- Zotten maken ’t beste feest, 1661, Adriaen Pietersz. van de Venne

### Achttiende eeuw

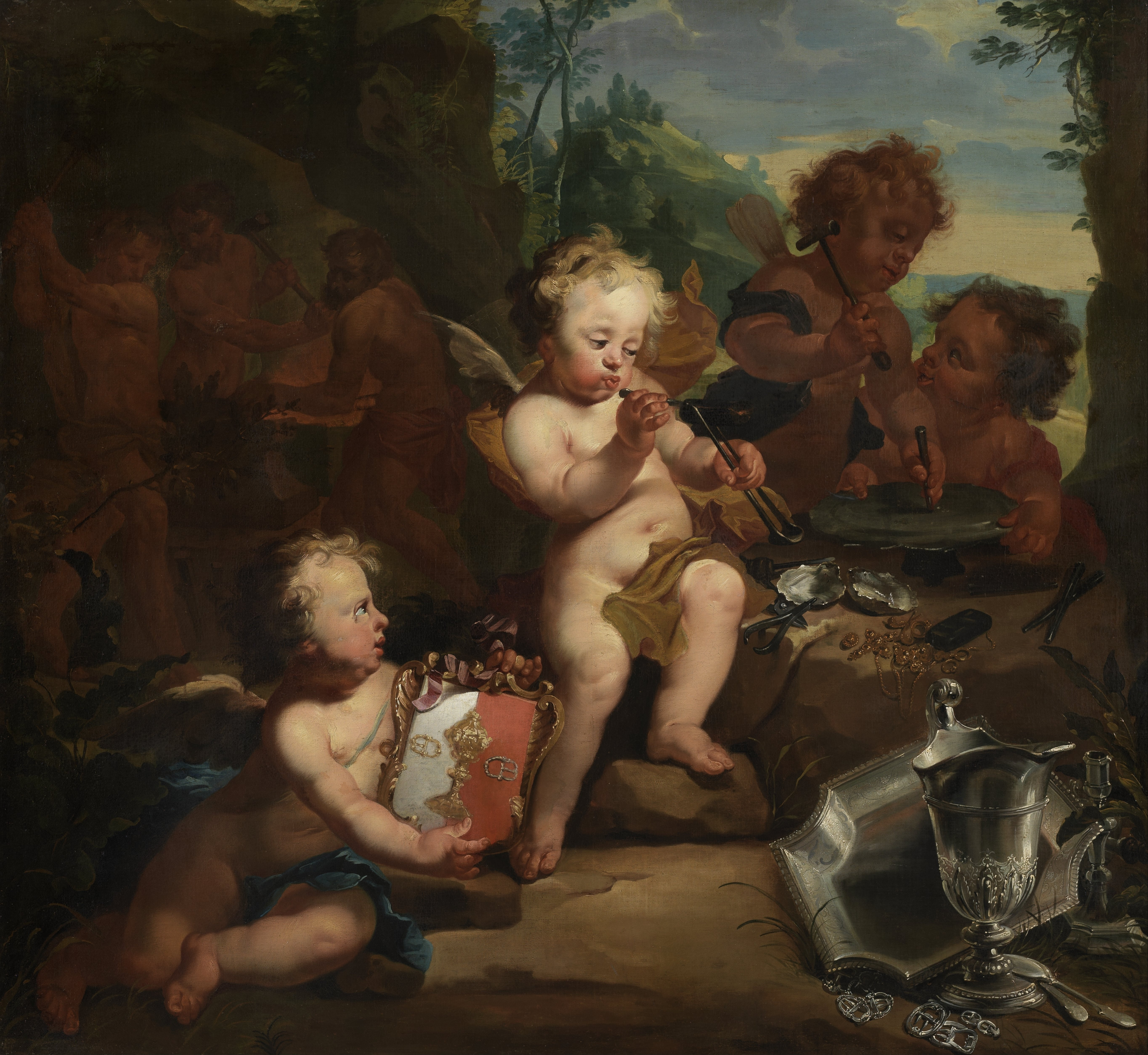
Allegorie van de edelsmeedkunst 1758, Matthias de Visch

Van de achttiende eeuw is er een bijzonder rijke collectie aan tekeningen met 588 stuks, van prenten daarentegen zijn er maar negen stuks meer en de collectie telt 183 schilderijen.
Bij de 35 bij naam bekende schilders die in de database van de Vlaamse Kunstcollectie genoemd worden zijn er weinig bekende namen. Gedocumenteerd op Wikipedia zijn: Claude Joseph Vernet, Gerardus de San, Jan Anton Garemijn, Joseph-Benoît Suvée, Paul-Joseph De Cock en Matthias de Visch. De verzameling tekeningen is dermate groot omdat van een aantal kunstenaars zeer veel tekeningen in de collectie werden opgenomen. Van Jan Anton Garemijn alleen zijn er niet minder dan 160 werken in depot, van Joseph-Benoît Suvée 40, er zijn er 86 van Joseph Ducq, 96 van Pièrre François Ledoulx, 33 van Jan Sebastiaen Loybos 15 van Claude Joseph Vernet en 15 van Jan Frans Legillon.
Hieronder een aantal werken uit de 18e-eeuwse collectie:
- Allegorie van de edelsmeedkunst, 1758, Matthias de Visch
- Carnavalsgasten, 1712-1799, Jan Garemijn
- De uitvinding van de tekenkunst, 1776-1791,Joseph-Benoît Suvée
- Jubileumportret van de familie De San, 1773, Gerardus de San
- Landschap met Romeinse ruïnes, 1724-1801, Paul-Joseph De Cock
- Schipbreuk, 1759, Claude Joseph Vernet
- Stal, 1776-1797, Jan Frans Legillon
- Zelfportret, 1771, Joseph-Benoît Suvée

### Negentiende eeuw

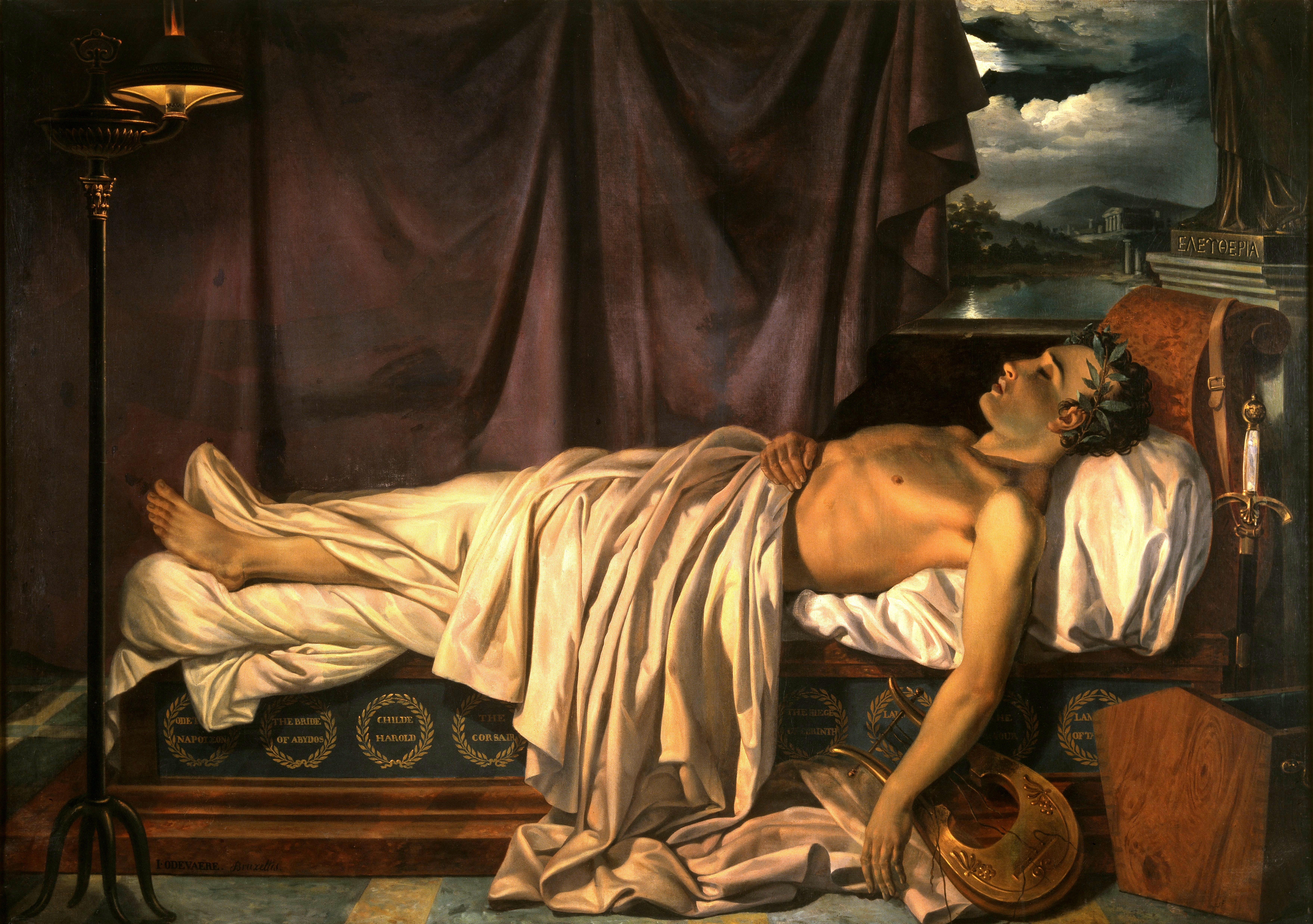
De dood van Lord Byron, 1826, Joseph Odevaere.

Het aantal schilderijen uit de negentiende eeuw loopt op tot 282 werken, daarnaast zijn er 459 tekeningen en 15 prenten. Er zijn ook twee sculpturen opgenomen uit de negentiende eeuw: een bronzen beeld van George Minne, de Drie heilige vrouwen bij het graf en een marmeren sculptuur van Jan-Robert Calloigne, de architect van de Vismarkt in Brugge, die een Madonna met Kind voorstelt.
In de werken van de negentiende-eeuwse schilders vindt men het hele gamma van romantiek en neoclassicisme over realisme, naturalisme en symbolisme tot impressionisme, pointillisme, neo-impressionisme en luminisme. Verschillende kunstscholen zoals de School van Tervuren en de Genkse School zijn in de collectie vertegenwoordigd door een aantal van hun leden.
Aan de schilders in de lijst hierbij is een Wikipedia-artikel gewijd: Albert Baertsoen, Albert De Vriendt, Albert Jakob Frans Gregorius, Alphonse Asselbergs, Antoon L. Joostens, Auguste Joseph Marie De Mersseman, Balthasar Paul Ommeganck, Bruno Van Hollebeke, Charles Rousseau, Charles Tschaggeny, Djef Anten, Edgard Farasyn, Edmond Van Hove, Edouard De Jans, Edouard Auguste Wallays, Emile Claus, Emile Rommelaere, Emile Verbrugge, Euphrosine Beernaert, Ferdinand I De Braekeleer, Florent Willems, Flori van Acker, François Antoine Bossuet, François Cautaerts, Franciscus Josephus Kinsoen, Frank Brangwyn, Godfried Guffens, Guillaume Van Strydonck, Henri Leys, Henry Stacquet, Henry Van de Velde, James Ensor, Jean Baptiste Daveloose, Jean Baptiste Robie, Vincent De Vos, Joseph Théodore Coosemans, Joseph Denis Odevaere, Louis Reckelbus, Auguste Couder, Maurits Blieck, Modest Huys, Paul Jean Clays, Théodore Fourmois en Théodore-Joseph Canneel.
Ook al bezit het museum niet echt de grote topwerken uit de negentiende eeuw, kan het met de werken in de collectie toch een mooi overzicht bieden van de evolutie van de kunst in dat tijdperk. Hieronder vindt men een lijst van enkele werken uit de negentiende eeuw:
- Belisarius bij het sterfbed van zijn echtgenote, 1817, Frans Kinsoen
- De Dender, Landschap in de omstreken van Brussel, Henri van Assche[7]
- De dood van Lord Byron, 1826, Joseph Odevaere
- De kade, 1898, Henri le Sidaner
- De Leie in Astene, 1885, Emile Claus
- De oude schuur, 1900, Emmanuel Viérin
- De Pijproker, ca. 1810-1881, François Cautaerts
- Heilige maagd met het kind Jezus, 1883, Théophile Lybaert
- Herfstavond. Een moeras bij een bos, ca. 1893, Euphrosine Beernaert
- La mare aux Fées à Fontainebleau, 1876, Alphonse Asselbergs
- Landschap in Holland, 1850, Andreas Schelfhout
- Levensavond, 1905, Edmond Van Hove
- Ontvangst van Peter Paul Rubens in het Kolveniershof in Antwerpen, 1851, Henri Leys
- Portret van Laurent Van de Velde in Blankenberge, 1888, Henry Van de Velde
- Portret van Eugène Demolder, 1893,James Ensor
- Scheldemonding, c. 1852-1875, Paul-Jean Clays
- Stadsgezicht in Spanje, 1875, François Bossuet
- Vrouw met spiegel, 1854, Florent Willems
- Weide aan een boszoom bij Domburg, 1880, Euphrosine Beernaert
- Wintergezicht op rivier in Vlaanderen, ca. 1874, Modest Huys

### Twintigste eeuw

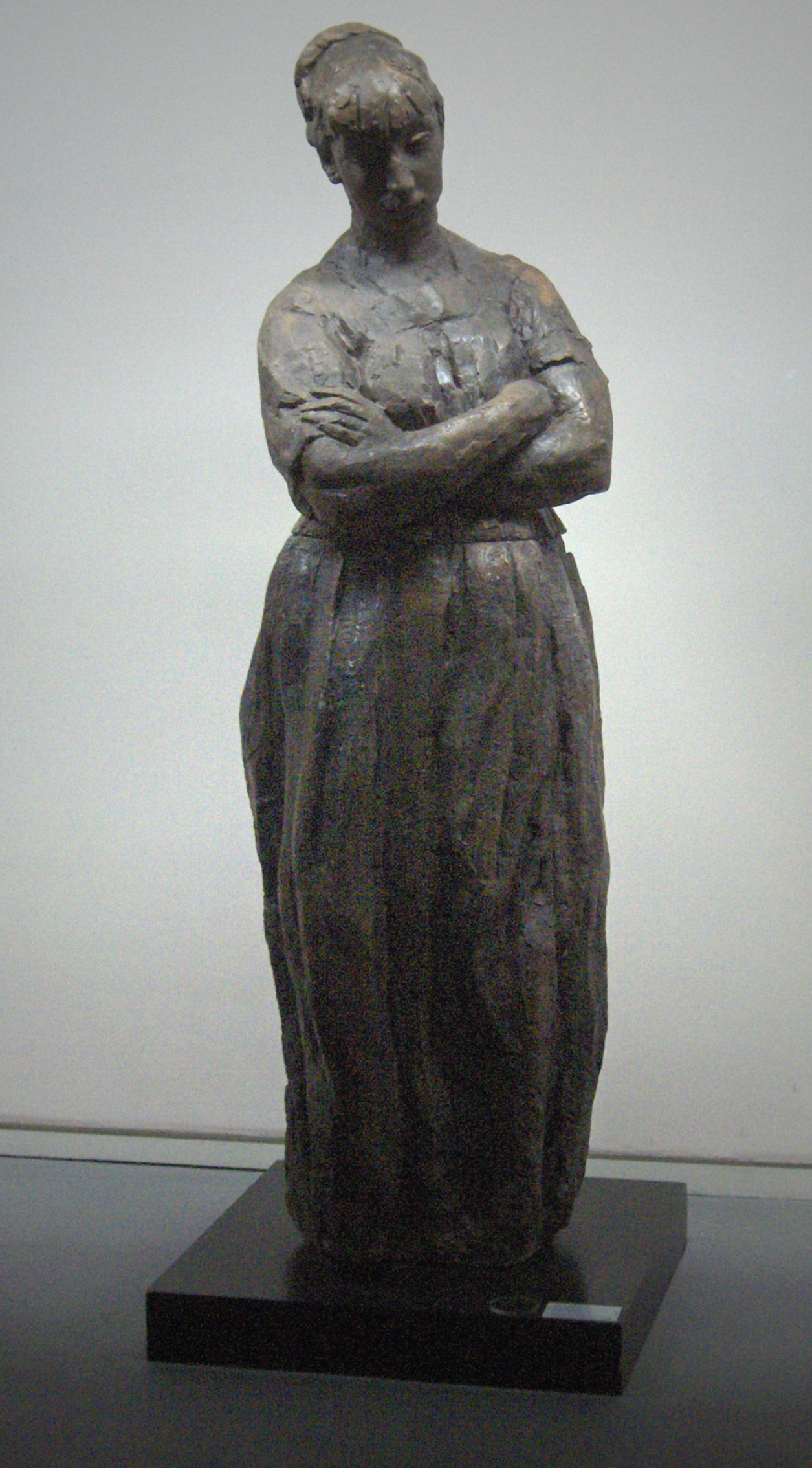
Huiselijke zorgen 1913, Rik Wouters

#### Kunstenaars
De collectie van de werken uit de twintigste eeuw bestaat voornamelijk uit schilderwerken (211 stuks), een verzameling prenten (101 stuks), relatief weinig tekeningen (54 stuks) en twee sculpturen: een van Rik Wouters het andere van Jozef De Loose.
Hierna volgen de lijsten van de op Wikipedia gedocumenteerde kunstenaars, gegroepeerd per kunstrichting. Ook voor wat de twintigste eeuw betreft, kan men stellen dat de collectie de evolutie van de kunst perfect kan illustreren.
- Genretaferelen, dieren, stadszichten en landschappen
Albert Goethals, Charles Rousseau, Dirk Baksteen, Edmond Van Hove, Emile Rommelaere, Emile Verbrugge, Flori van Acker, Frank Brangwyn, Géo Bernier, Gerard Baksteen, Guillaume Michiels, Henry Stacquet, Herman Courtens, Jacques Lalaing, Jean-Baptiste Robie, Jef Van de Fackere, Louis Reckelbus, Lucien Wolles, René De Pauw, Valentin Henneman, Victor Gilsoul
- Impressionisme
Fernand Khnopff, Guillaume Michiels, Guillaume Van Strydonck, Jean Brusselmans, Léon De Smet, Modest Huys, Paul Mathieu,
- Postimpressionisme
Albert Pinot, Paul Mathieu
- Pointillisme
Léon De Smet
- Luminisme
Gustave De Smet, Frits van den Berghe, Modest Huys, Paul Mathieu
- Symbolisme
Fernand Khnopff, Gustave van de Woestyne, Jean Delville, Léon Spilliaert
- Animisme
Henri-Victor Wolvens
- Fauvisme
Jean Brusselmans, Edgard Tytgat, Louis Thévenet, Rik Wouters
- Expressionisme
Achille Van Sassenbrouck, Albert Servaes, Amédée Cortier, Constant Permeke, Edgard Tytgat, Frits van den Berghe, Gilbert Swimberghe, Gustave De Smet, Gustave van de Woestyne, Hippolyte Daeye, Léon De Smet, Luc Peire, Paul Delvaux, Pierre Alechinsky, Pol Mara, Rik Slabbinck
- Postexpressionisme
Roger Raveel
- Surrealisme
Frits van den Berghe, Paul Delvaux, Pierre Alechinsky, René Magritte
- Kubisme
Amédée Cortier, Jan Cockx
- Abstract
Amédée Cortier, Bram Bogart, Dan Van Severen, Georges Vantongerloo, Gilbert Swimberghe, Jean Brusselmans, Luc Peire, Pol Mara, Raoul De Keyser
- Popart
Joseph Willaert, Pol Mara
- Nieuwe figuratie
Etienne Elias, Raoul De Keyser, Roger Raveel

#### Werken
Hierna volgt een lijst van werken uit de twintigste eeuw.
- l'Attentat, 1932, René Magritte
- Boer, 1922, Albert Servaes
- Citron - Citroen (Réclame pour la Mer du Nord), 1974, Marcel Broodthaers
- Christus en de landlieden, 1903, Jakob Smits
- Construction dans la sphère 2, 1917-1918, Georges Vantongerloo
- Dame met waaier, 1924, Léon De Smet
- De bediening, 1923, Léon Spilliaert
- De verliefden in het dorp, 1925, Frits Van den Berghe
- Dodenmars (ook Treurmars), 1924, Louis Thevenet
- Echtpaar met roos, 1932, Gustave De Smet
- Havendam van Zeebrugge, 1954, Henri-Victor Wolvens
- l'Homme-Dieu, 1901-1903, Jean Delville
- Het Angelus, 1934, Constant Permeke
- Huiselijke zorgen, 1913,Rik Wouters, bronzen beeld
- In het oude begijnhof, 1911, Emmanuel Viérin
- Kermis te Watermaal, 1911, Edgard Tytgat
- Laatste avondmaal, 1927, Gustave Van de Woestyne
- Les trois jours, 1959, Pierre Alechinsky
- Man op rugzijde, 1952, Roger Raveel
- Matroos, 1954, Gilbert Swimberghe
- Portret van mevrouw Giroux, 1912-1913, Rik Wouters
- Schoonmaakster, 1910, Firmin Baes
- Secret-reflet, 1902, Fernand Khnopff
- Sérénité, 1970, Paul Delvaux
- Stilleven, 1959-1960, Amédée Cortier
- Thema: steen, 1970, Pol Mara
- Vrouw aan het venster, 1917, Jean Brusselmans

## Tentoonstellingen
- In 2009 was er een grote tentoonstelling in het museum over de grote Bourgonderbuit die Zwitsers gemaakt hebben bij Nancy, waar ze de Bourgondische hertog Karel de Stoute versloegen. Dit was de eerste keer dat deze schat Zwitserland mocht verlaten.
- Oktober 2017 - januari 2018: Pieter Pourbus en de vergeten meesters (Pieter Pourbus, Ambrosius Benson, Lancelot Blondeel, familie Claeissens)